# Vitex orinocensis
Vitex orinocensis K., popularmente conhecido como tarumã, é uma árvore da família das Lamiaceae. É nativa da América do Sul. É semelhante a Vitex agnus-castus. Habita as florestas às margens dos rios. Sua madeira é pardo-escura e resiste bem à umidade.

## Etimologia
"Tarumã" é um termo com origem no nheengatu.